# Sinterklaasjournaal (2022)
Het Sinterklaasjournaal in 2022 was het tweeëntwintigste seizoen van het Sinterklaasjournaal en werd gepresenteerd door Dieuwertje Blok. De intocht vond plaats in Hellevoetsluis.

## Verhaallijn
Op de Pakjesboot 12 wordt druk gewerkt aan het klaarmaken van de cadeautjes voor pakjesavond. Op de zakken van Sinterklaas staat een barcode die verwijst naar een straat waarmee de Hoofdpiet kan controleren of er voor de juiste persoon een cadeautje in de juiste zak zit. Op de boot komen er steeds meer lekkages die steeds erger worden en uiteindelijk verlaten Sinterklaas, het Paard van Sinterklaas en de Pieten de stoomboot waarna deze langzaam naar de zeebodem zinkt. In het Grote Pietenhuis blijkt Paardenpiet in het Pietenhuis rommel te hebben gemaakt en wordt verslaggever Jeroen door de politie verdacht van inbraak en werd gearresteerd. In Hellevoetsluis probeert verslaggever Rachel het mooiste plekje van de stad te vinden maar wordt door meneer Klein tegengehouden.
Meneer Klein heeft op dit mooiste plekje van de stad een nieuwe Pakjesboot gebouwd en heeft er een jaar lang aan gewerkt zodat die de oude stoomboot kan vervangen. Sinterklaas en zijn pieten reisden door middel van een vliegtuig af naar Nederland waarna ze op het vliegveld met de nieuwe boot werden opgehaald. Omdat Sinterklaas erg blij was met de nieuwe boot benoemde hij meneer Klein tot Piet Hein. Na de intocht kwam Sinterklaas langs in de studio om via het Sinterklaasjournaal aan de mensen te vragen hun ideeën voor een naam voor de nieuwe boot achter te laten zodat Piet Hein deze erop kon schilderen.
Op het vliegveld waren de cadeautjes voor Pakjesavond weg en zijn de cadeautjes over de hele wereld verspreid. Een aantal Pieten gaat met het vliegtuig deze achterna, maar uiteindelijk rijdt Piet de Smeerpoets het vliegtuig in de prak. Omdat in het vliegtuig minder Pieten mee konden dan op de stoomboot kampen de Sint en zijn Pieten in het Grote Pietenhuis met een pietentekort. 
Op 21 november 2022 werd de nieuwe naam voor de boot bekendgemaakt: "De Stoomboot". Een aantal Pieten besloten deze nieuwe boot te gebruiken om de cadeautjes op te sporen. Deze bleken in Londen, Parijs en New York te liggen. Terug in Nederland werden de cadeautjes uit de zakken met streepjescodes gehaald, maar nadat de zakken werden gewassen door De Zakkenwasser waren de streepjescodes van de zakken verdwenen.
Paardenpiet heeft het jaar hiervoor Het Grote Boek van Sinterklaas niet meer bij zich waardoor pakjesavond niet door kan gaan. Daarom wil Hoofdpiet met alle pieten teruggaan naar Spanje en wil hen tellen om zeker te weten dat ze er allemaal zijn. Dan blijkt Paardenpiet er niet te zijn. Die is met het Paard van Sinterklaas naar het vliegveld gegaan. Ook Piet de Smeerpoets blijkt er niet te zijn. Hij krijgt in de Goedheiligman-1 vlieglessen. Omdat de pieten het zo druk hebben gehad door het pietentekort maakt Sinterklaas voor alle pieten een medaille. Hij vindt het heel handig dat alle pieten in een lange rij staan om geteld te worden. De Paardenpiet blijkt het Grote Boek van Sinterklaas in een zak te hebben gestopt met reservespullen van het Paard van Sinterklaas. Ze rijdt terug naar het grote Pietenhuis met het boek zodat pakjesavond gered wordt.

## Rolverdeling
| Rol                                               | Naam                      |
| ------------------------------------------------- | ------------------------- |
| Presentatrice                                     | Dieuwertje Blok           |
| Verslaggever                                      | Jeroen Kramer             |
| Verslaggeefster                                   | Rachel Rosier             |
| Sinterklaas                                       | Stefan de Walle           |
| Hoofdpiet                                         | Niels van der Laan        |
| Wellespiet                                        | Dick van den Toorn        |
| Boekpiet                                          | Marc Nochem               |
| Reservepiet                                       | Pim Muda                  |
| Vergeetpiet                                       | John Jones                |
| Luisterpiet                                       | Joep Onderdelinden        |
| Malle Pietje                                      | Owen Schumacher           |
| Piet de Smeerpoets                                | Han Oldigs                |
| Paardenpiet                                       | Jade Olieberg             |
| Rijmpiet                                          | Jeroen Spitzenberger      |
| Slimpiet                                          | Jeske van de Staak        |
| Piet Hein / Hein Klein                            | Bas Keijzer               |
| Kookpiet                                          | Jeremy Baker              |
| Huurpiet                                          | Joep Vermolen             |
| Jan Boel                                          | Bert Visscher             |
| Helma Boel                                        | Brigitte Kaandorp         |
| Postbode                                          | Theo Schouwerwou          |
| Gastrollen                                        |                           |
| Mevrouw die alleen kerst viert                    | Ellemieke Vermolen        |
| Kanonnier                                         | Sjoerd Pleijsier          |
| Politieagenten                                    | Jasper Demollin           |
| Politieagenten                                    | Stijn van Vliet           |
| Politieagenten                                    | Tim Senders               |
| Burgemeester Hellevoetsluis                       | Milène Junius             |
| Scout                                             | Loiza Lamers              |
| Kas Overschot                                     | Stefano Keizers           |
| Brandweervrijwilliger                             | Raven van Dorst           |
| Nieuwe Piet                                       | Aron Elstak               |
| Rianne van der Poel                               | Caroline Karthaus         |
| Meneer van der Poel                               | Jon Karthaus              |
| Schoonmakers                                      | Manuel Venderbos          |
| Schoonmakers                                      | Sandra Schuurhof          |
| Schoonmakers                                      | Tooske Ragas              |
| Schoonmakers                                      | Patty Brard               |
| Mensen op het vliegveld                           | Annemieke Schollaardt     |
| Mensen op het vliegveld                           | Jan-Willem Roodbeen       |
| Mensen op het vliegveld                           | Joris Linssen             |
| Mensen op het vliegveld                           | Michiel Veenstra          |
| Mensen op het vliegveld                           | Victor Abeln              |
| Mensen op het vliegveld                           | Sergio Vyent              |
| Schoolschoonmaker                                 | Kees van Amstel           |
| Schoolhoofd                                       | Mattie Valk               |
| Onderwijzer                                       | Kai Merckx                |
| Meneer Wolters                                    | Daan van Rijssel          |
| Mevrouw Wolters                                   | Karien Noordhoff          |
| Vliegveld security                                | Rick Paul van Mulligen    |
| Vliegveld security                                | Wimie Wilhelm             |
| Familie Kukel in De Plomp                         | Jim Bakkum                |
| Familie Kukel in De Plomp                         | Bettina Holwerda          |
| Banketbakker                                      | Rudolph van Veen          |
| Medewerker dierenwinkel                           | Nicolette Kluijver        |
| Boekverkoper                                      | Bruun Kuijt               |
| Wouter van Balen                                  | Hans Beijer               |
| Mary van Balen                                    | Rick Nicolet              |
| Demonstranten                                     | Stephanie Louwrier        |
| Demonstranten                                     | Yvonne van den Eerenbeemt |
| Meneer Schoor                                     | Tjebbo Gerritsma          |
| Mevrouw Gevel                                     | Hetty Heyting             |
| Guido van de Zotte                                | Ronald Goedemondt         |
| Jasper de Haan                                    | Patrick Martens           |
| Partner van Jasper                                | Freek Bartels             |
| Menno voor de Wind                                | Merijn Scholten           |
| De Zakkenwasser                                   | René van Meurs            |
| Presentator Tussen Kunst & Kitsch                 | Frits Sissing             |
| Deelnemer Tussen Kunst & Kitsch Joep Hemelrijck   | Nico de Vries             |
| Pepernotenexpert Harmen van Ravenswaay            | Peter Pannekoek           |
| Ontwikkelaars Sinterklaas-app SET-UR-SHOE         | Nabil Aoulad Ayad         |
| Ontwikkelaars Sinterklaas-app SET-UR-SHOE         | Rayen Panday              |
| Groenteboer De jongste spruit                     | Nasrdin Dchar             |
| Klanten groenteboer                               | Emma Wortelboer           |
| Klanten groenteboer                               | Thijs Boontjes            |
| Klanten groenteboer                               | Corine Boon               |
| Juf Anita                                         | Anita Sara Nederlof       |
| Meester Robbie                                    | Robbie Kammeijer          |
| Directeur vliegveld Ben Schopstoel                | Mark Rietman              |
| Vader van kinderen waar Sinterklaas op bezoek was | Hans van Breukelen        |

## Trivia
- De Hoofdpiet heeft last van te weinig Pieten. Hij heeft vacatures geplaatst. Het speelt in op het echte tekort aan personeel voor de bedrijven zoals Nederlandse Spoorwegen, PostNL etc.
- Ook de vlaggenpiet ontbreekt dit jaar. Eén van de pieten geeft de buurman (een boer) de opdracht de vlag op te hangen. Dit blijkt niet de Sinterklaasvlag, maar een Nederlandse vlag die ondersteboven hangt. Dit is een verwijzing naar de boerenprotesten die betrekking hebben op de stikstofcrisis.
- Pieten moesten in een lange rij staan voor de balie van het vliegveld. Dit verwijst naar de lange rijen passagiers die op Schiphol staan als gevolg van een tekort aan beveiligers. De directeur van het vliegveld heet Ben Schopstoel; dit is een verwijzing naar de opgestapte president-directeur van Schiphol Group, Dick Benschop.
- Piet de Smeerpoets rickrollt de pieten in het vliegtuig als hij zegt het vliegtuig te kunnen starten. Rickrollen is een oude internetgrap uit 2007 waarbij iemand het nummer Never Gonna Give You Up van Rick Astley hoort als hij/zij een link naar iets interessants krijgt toegestuurd en hierop klikt.
- Op het vliegveld waren de cadeautjes voor Pakjesavond kwijtgeraakt. Dit verwijst naar de bagagechaos die op Schiphol heerst.
- Bij het Grote Pietenhuis stonden boze moeders, omdat ze niet blij waren dat er te weinig gestrooid werd. Het speelt in op de boeren die stonden te demonstreren bij het huis van Christianne van der Wal, na de bekendmaking van de nieuwe stikstofplannen.

2001 · 2002 · 2003 · 2004 · 2005 · 2006 · 2007 · 2008 · 2009 · 2010 · 2011 · 2012 · 2013 · 2014 · 2015 · 2016 · 2017 · 2018 · 2019 · 2020 · 2021 · 2022 · 2023 · 2024